# Asleep at the Wheel
Asleep at the Wheel (adormecido ao volante) é um grupo de Música country e Western swing fundado em Paw Paw, Estados Unidos, mas mantido em Austin, no Texas. O grupo lançou mais de vinte álbuns, conquistaram muitas posições nas paradas da Billboard e ganharam vários Prêmios Grammy.
Uma de suas canções mais famosas e mais bem-sucedida, "The Letter That Johnny Walker Read" (A Carta Que Johnny Walker Leu) figurou na trilha sonora do jogo eletrônico Grand Theft Auto: San Andreas, mais precisamente na rádio K Rose.

## Discografia

### Álbuns
| Ano  | Álbum                                                      | Colocações | Colocações | Colocações  | Gravadora         |
| Ano  | Álbum                                                      | US Country | US         | CAN Country | Gravadora         |
| ---- | ---------------------------------------------------------- | ---------- | ---------- | ----------- | ----------------- |
| 1973 | Comin' Right at Ya                                         | —          | —          | —           | EMI               |
| 1974 | Asleep at the Wheel                                        | —          | —          | —           | Epic              |
| 1975 | Fathers & Sons [1 Side]                                    | —          | —          | —           | Epic              |
| 1975 | Texas Gold                                                 | 7          | 136        | —           | Capitol           |
| 1976 | Wheelin' & Dealin'                                         | 19         | 179        | —           | Capitol           |
| 1977 | The Wheel                                                  | 31         | 162        | —           | Capitol           |
| 1978 | Collision Course                                           | 47         | —          | 19          | Capitol           |
| 1979 | Served Live                                                | —          | —          | —           | Capitol           |
| 1980 | Framed                                                     | —          | 191        | —           | MCA               |
| 1985 | Asleep at the Wheel [1985]                                 | —          | —          | —           | MCA               |
| 1987 | 10                                                         | 16         | —          | —           | Epic              |
| 1988 | Western Standard Time                                      | 34         | —          | —           | Epic              |
| 1990 | Keepin' Me Up Nights                                       | 73         | —          | —           | Arista            |
| 1992 | Route 66                                                   | —          | —          | —           | Liberty           |
| 1993 | A Tribute to the Music of Bob Wills & the Texas Playboys   | 35         | 159        | 17          | Liberty           |
| 1995 | The Wheel Keeps on Rollin'                                 | —          | —          | 3           | Capitol           |
| 1997 | Back to the Future Now - Live at Arizona…                  | —          | —          | —           | Sony              |
| 1997 | Merry Texas Christmas, Y'All                               | 75         | —          | —           | High Street       |
| 1999 | Ride with BobA                                             | 24         | —          | —           | DreamWorks        |
| 2003 | Take Me Back to Tulsa                                      | —          | —          | —           | Evangeline        |
| 2003 | Wide Awake!: Live in Oklahoma                              | —          | —          | —           | Delta             |
| 2003 | Live at Billy Bob's Texas                                  | —          | —          | —           | Smith Music Group |
| 2003 | Remembers the Alamo                                        | —          | —          | —           | Shout! Factory    |
| 2006 | Live from Austin, TX                                       | —          | —          | —           | New West          |
| 2007 | Reinventing the Wheel                                      | —          | —          | —           | Mega Force        |
| 2007 | Kings of Texas Swing (CD/DVD)                              | —          | —          | —           | Cleopatra         |
| 2007 | Santa Loves to Boogie                                      | —          | —          | —           | MRI               |
| 2007 | Asleep at the Wheel with The Fort Worth Symphony Orchestra | —          | —          | —           | Independent       |
| 2009 | Willie and the Wheel (com Willie Nelson)                   | 13         | 90         | —           | Bismeaux          |

### Singles
| Ano  | Single                                  | Colocação  | Colocação   | Álbum                  |
| Ano  | Single                                  | US Country | CAN Country | Álbum                  |
| ---- | --------------------------------------- | ---------- | ----------- | ---------------------- |
| 1973 | "Before You Stop Loving Me"             | —          | —           | Comin' Right at Ya     |
| 1973 | "Daddy's Advice"                        | —          | —           | Comin' Right at Ya     |
| 1974 | "Don't Ask Me Why"                      | —          | —           | Asleep at the Wheel    |
| 1974 | "Choo Choo Ch'Boogie"                   | 69         | —           | Asleep at the Wheel    |
| 1975 | "The Letter That Johnny Walker Read"    | 10         | 32          | Texas Gold             |
| 1975 | "Bump, Bounce, Boogie"                  | 31         | 47          | Texas Gold             |
| 1976 | "Nothin' Takes the Place of You"        | 35         | 30          | Texas Gold             |
| 1976 | "Route 66"                              | 48         | 47          | Wheelin' and Dealin'   |
| 1976 | "Miles and Miles of Texas"              | 38         | —           | Wheelin' and Dealin'   |
| 1977 | "Trouble with Lovin' Today"             | —          | 34          | Wheelin' and Dealin'   |
| 1977 | "Let's Face Up"                         | —          | —           | The Wheel              |
| 1978 | "Ghost Dancer"                          | —          | —           | Collision Course       |
| 1978 | "Texas Me and You"                      | 75         | —           | Collision Course       |
| 1979 | "Too Many Bad Habits"                   | —          | —           | Served Live            |
| 1980 | "Don't Get Caught Out in the Rain"      | —          | —           | Framed                 |
| 1987 | "Way Down Texas Way"                    | 39         | —           | Ten                    |
| 1987 | "House of Blue Lights"                  | 17         | 12          | Ten                    |
| 1987 | "Boogie Back to Texas"                  | 53         | —           | Ten                    |
| 1988 | "Blowin' Like a Bandit"                 | 59         | —           | Ten                    |
| 1988 | "Walk on By"                            | 55         |             | Western Standard Time  |
| 1988 | "Hot Rod Lincoln"                       | 65         |             | Western Standard Time  |
| 1989 | "Chattanooga Choo Choo"                 | —          | —           | Western Standard Time  |
| 1990 | "Keepin' Me Up Nights"                  | 54         | 63          | Keepin' Me Up Nights   |
| 1990 | "That's the Way Love Is"                | 60         | 83          | Keepin' Me Up Nights   |
| 1991 | "Dance with Who Brung You"              | 71         | —           | Keepin' Me Up Nights   |
| 1993 | "Red Wing"                              | —          | —           | Tribute to Bob Wills   |
| 1994 | "Blues for Dixie"                       | —          | —           | Tribute to Bob Wills   |
| 1994 | "Corrine, Corrina" (with Brooks & Dunn) | 73         | —           | Tribute to Bob Wills   |
| 1995 | "Hightower"                             | —          | —           | Wheel Keeps On Rollin' |
| 1996 | "Lay Down Sally"                        | —          | 70          | Wheel Keeps On Rollin' |
| 2007 | "Am I Right (Or Amarillo)"              | —          | —           | Reinventing the Wheel  |

### Outras canções nas paradas
| Ano  | Single                         | US Country | Álbum         |
| ---- | ------------------------------ | ---------- | ------------- |
| 2000 | "Roly Poly" (com Dixie Chicks) | 65         | Ride with Bob |